# فرد ملتستا
فرد ملتستا (انگلیسی: Fred Malatesta؛ ‏ ۱۸ آوریل ۱۸۸۹ – ۸ آوریل ۱۹۵۲) بازیگر اهل ایالات متحده آمریکا بود. وی بین سال‌های ۱۹۱۵ تا ۱۹۴۱ میلادی فعالیت داشت و بیش از ۱۱۸ فیلم بازی کرد. او در ناپل ایتالیا متولد شد و در بربنک، کالیفرنیا درگذشت.
از فیلم‌هایی که وی در آن‌ها نقش داشته است، می‌توان به نامه‌های عاشقانهٔ ایو، ماشین قراضه پادشاه به سلامت و زن جوان بگیر اشاره نمود.